# Iloșva
Iloșva (în ucraineană Іршава) este un oraș din Ucraina, atestat la anul 1342 („Makzem filius Thattamery Olachy de Ilosva”). Împreună cu satele din jur Dolha, Bilca, Cuhnița/Coșna, Mărgineni, Mistița, Racolta, Rotunda/Carațca, Zodnia și Bărănica, se afla în stăpânirea cnejilor români de Dolha, de pe valea Bârjavei. Erau singurele stăpâniri ale nobililor români maramureșeni care au fost incluse de regalitatea maghiară în comitatul Bereg.
La 1454, ele au fost alipite comitatului Maramureș, însă nu pentru multă vreme.
A existat în Iloșva chiar și o familie nobiliară românească - Iloșvanii, pomeniți în documentele secolelor 14-15.

## Demografie
Componența lingvistică a orașului Iloșva
     Ucraineană (97,93%)
     Rusă (1,38%)
     Alte limbi (0,6%)
Conform recensământului din 2001, majoritatea populației orașului Iloșva era vorbitoare de ucraineană (97,93%), existând în minoritate și vorbitori de rusă (1,38%).